# Viper racing
Viper racing är ett racing datorspel utvecklat av Monster Games och utgivet av Sierra Entertainment. Spelet släpptes 30 november 1998 för Microsoft Windows.
I spelet tävlar spelarna med Dodge Vipers. Det finns ett flertal banor och även ett spelläge där man kan tjäna spelpengar som sedan kan användas för att måla om och modifiera bilarna.